# Парк из доба јуре 3
Парк из доба јуре 3 (енгл. Jurassic Park III) је научнофантастични трилер из 2001. године, режисера Џоа Џонстона. То је трећи филм из серијала започетог Парком из доба јуре. У главним улогама су Сем Нил, Вилијам Х. Мејси, Теа Лиони, Алесандро Нивола, Тревор Морган, Мајкл Џетер и Лора Дерн. Ово је први филм у серијалу који није режирао Стивен Спилберг и који није базиран на књизи Мајкла Крајтона, иако су поједине сцене преузете из његових романа Парк из доба јуре и Изгубљени свет.
Након успеха Спилберговог филма Парк из доба јуре, Џо Џонстон је изразио интерес за режирање наставка. Спилберг је дозволио Џонстону да режира трећи филм у серијалу, уколико га буде. Продукција филма започела је 2000, а филм је изашао у јулу 2001. године. Упркос помешаним критикама, филм је био финансијски успешан, са зарадом од преко 368 милиона долара широм света. Следећи филм из серијала, Свет из доба јуре, премијерно је приказан 2015. године.

## Радња
Дванаестогодишњи Ерик Кирби и дечко његове мајке, Бен Хилдебранд, иду на једрење парасејлингом преко океана у близини Исла Сорне. Непознати нападач је убио посаду чамца, што је навело Бена да одвоји конопац пре него што се брод залети у стене. Ерик и Бен плове према острву.
Осам недеља касније, палеонтолог др Алан Грант открио је интелигенцију велоцираптора у облику резонантног гркљана, али се бори да обезбеди средства за своје истраживање. Грант разговара о свом открићу са дугогодишњом колегиницом и бившом партнерком, Ели Сетлер. Ово, и његова искуства на Исла Нублару, наводе га да верује да су велоцираптори били друштвено софистицирани. Он претпоставља да би њихови потомци – уместо људи – постали доминантна врста на Земљи, да нису изумрли и наставили да се развијају. Његов помоћник, Били Бренан, користи тродимензионални штампач да реплицира гркљан велоцираптора.
Пол и Аманда Кирби, наизглед богати пар, нуде да финансирају Грантово истраживање ако им пружи илегални обилазак Исла Сорне из ваздуха. Грант невољно пристаје и лети тамо са Полом, Амандом, Билијем, Кирбијевим плаћеницима сарадницима Удескијем и Купером и њиховим пилотом Нешом. Нажалост, Грант сазнаје да Кирбијеви планирају да слете; он протестује, али Купер га онесвести.
Грант се буди и схвата да је авион слетео. Док успостављају периметар, тројици плаћеника прилази спиносаурус. Неш и Удески се укрцавају у авион да побегну, остављајући Купера. Управо када се спремају да полете, спиносаурус излази на писту и прождире Купера. Неш удари спиносауруса, а авион се сруши у шуму. Огромна животиња упада у труп авиона и једе Неша, који има Полов сателитски телефон. Остали преживели искоришћавају ометање и беже, само да би наишли на тираносауруса. Док се повлаче у супротном смеру, поново се суочавају са спиносаурусом. Овај се бори се са тираносаурусом и убија га, дајући групи довољно времена да оду дубље у џунглу.
Грант се суочава са Кирбијевима, а они му кажу да су они, у ствари, разведени пар средње класе који трага за својим сином Ериком и Амандиним дечком Беном, који је нестао на острву. Нажалост, владине агенције су одбиле да помогну Кирбијевим, па су преварили Гранта и довели га као стручњака због његове прошлости у Парку из доба јуре. На њихово запрепашћење, Грант открива да је био само на Исла Нублару, а не на Исла Сорни, и да је као такав изгубљен као и они.
Група тражи Ерика и Бена, а затим креће на обалу. Проналазе Бенов параједро и његов леш причвршћен за њега. (Бена су појели и убили диносауруси пре него што је успео да се ослободи параједра) Они склапају параједро и настављају, случајно наилазећи на колонију гнезда грабљивица. Даље напред, улазе у напуштени InGen комплекс. Усамљени раптор напада Аманду и прогања остатак групе дубље у комплекс. Након што га Били и Аманда ухвате у замку, оно се успаничи и призива остатак свог чопора у помоћ. Грант води групу у крдо коритосауруса и парасауролофуса, изазивајући стампедо и одвајајући Гранта и Удескија од осталих. Раптори хватају Удеског у замку и покушавају да намаме Пола, Аманду и Билија са њиховог места на дрвету. Раптори скоро успевају да обезбеде Аманду када она покуша да се спусти да помогне Удескију. Међутим, пре одласка, раптори убијају Удеског.
На другом месту, Грант посматра рапторе како комуницирају и сумња да нешто траже. Грант покушава да побегне, али раптори га сатерају у ћошак. Ерик одвлачи пажњу рапторима канистерима бензина и одводи Гранта до преврнутог камиона за снабдевање, где је живео током свог боравка на острву. Следећег дана, Грант и Ерик се поново удружују са Билијем и Кирбијевима након што Ерик чује мелодију звона на сателитском телефону свог оца. Спиносаурус, који још увек пробава телефон, појављује се и јури групу, али они се извлаче закључавајући се у напуштену опсерваторију.
Грант, сумњичав према Билију, проверава младићеву торбу и открива да је узео два јајета раптора из гнезда да би их продао. Грант одлучује да задржи јаја како би осигурао да раптори, изазвани овом крађом, наставе да их јуре, али не и да их убију. Они се несвесно спуштају у велику волијеру која се користи за смештај птеранодона. Мало јато њих напада људе и одлете са Ериком. Били спасава Ерика користећи Беново параједро, али га птеранодони преплављују и наизглед убијају. Остали побегну из волијере, али остављају врата откључана. Укрцавају се на малу баржу испред волијере и крећу низ реку.
Те ноћи из измета спиносауруса извлаче сателитски телефон који звони. Грант контактира Ели и каже јој где су, али спиносаурус удара у баржу. Гориво из чамца почиње да цури у воду. Грант пали гориво помоћу бакље, а спиносаурус бежи. Након тога, Кирбијеви се коначно помире као породица. Следећег јутра, они коначно стижу до обале, али су окружени чопором раптора које предводи матријарх. Грант користи реплику гркљана грабљивице да збуни чопор и представи њихова јаја. Када чују удаљене хеликоптере, раптори враћају своје нерођене младе, а затим нестају један по један у џунгли.
Морнарица и корпус маринаца пристижу на плажу, које је позвала Ели као одговор на Грантов очајнички позив, и спасавају Гранта и Кирбијеве. Откривају да је Били такође опорављен, иако у тешко повређеном стању. Гледају како тек побегли птеранодони лете поред њих док напуштају острво.

## Улоге
| Глумац            | Улога         |
| ----------------- | ------------- |
| Сем Нил           | др Алан Грант |
| Лора Дерн         | др Ели Сетлер |
| Вилијам Ејч Мејси | Пол Кирби     |
| Теа Лиони         | Аманда Кирби  |
| Алесандро Нивола  | Били Бренан   |